# Уральский, Анатолий Александрович
Анато́лий Алекса́ндрович Ура́льский (28 октября 1932, ст. Шумерля, Чувашская АССР — 27 августа 2003, Пермь, Россия) — советский и российский скульптор, автор памятников Стефану Пермскому, В. Н. Татищеву, Н. Г. Славянову и ряда других памятников в городе Перми, профессор кафедры скульптуры Уральского филиала Российской Академии живописи, ваяния и зодчества.

## Биография
Анатолий Александрович Уральский родился 28 октября 1932 года. Изучал камнерезное искусство в Свердловске. Несколько лет работал в Кунгурской камнерезной артели, потом поступил в Белорусский театрально-художественный институт. Защитив диплом на тему освобождённой женщины Африки («Пробуждение»), вернулся в Пермь.
С 1965 года — член Союза художников СССР. Начиная с 1960-х годов, работал преимущественно в области станковой и монументальной пластики. Широкому кругу известен как автор памятников исторических личностей.
А. А. Уральский скончался от инфаркта на 71-м году жизни, 27 августа 2003 года.

## Список работ
В Перми и других городах Пермского края установлены следующие его работы:
- Бюст Ф. Э. Дзержинского (1967 год, Пермь, ул. Водников, д. 31).
- Бюст П. Д. Хохрякова (1969 год, Пермь, Театральный сквер).
- Памятник лысьвенцам-металлургам, погибшим в годы Великой Отечественной войны (1967 год, Лысьва, ул. Ленина).
- Бюст Д. Н. Мамина-Сибиряка (1974 год, Пермь, Комсомольский пр., д. 2).
- Скульптурная композиция «На фронт» (1975 год, Нытва, площадь у школы № 2).
- Памятник рабочим и служащим химико-механического завода, погибшим в годы Великой Отечественной войны (1977 год, Пермь, ул. Витебская).
- Бюст Ф. Э. Дзержинского (1977 год, Пермь, сквер имени А. П. Гайдара).
- Бюст С. М. Кирова (1977 год, Пермь, ул. Кировоградская, д. 26).
- Бюст Героя Советского Союза Е. И. Францева (1983 год, Чернушка, ул. Луначарского, д. 13а).
- Бюст Героя Советского Союза С. Л. Краснопёрова (1984 год, Чернушка, ул. Ленина, д. 62).
- Бюсты Гиппократа и Н. И. Пирогова в ансамбле «Отцы медицины» (1979—1986 гг, Пермь, ул. Луначарского, д. 72).
- Скульптура «Бессмертному подвигу вашему» (1986 год, Пермь, ул. Луначарского, д. 72).
- Памятник Н. Г. Славянову, изобретателю-электротехнику (1988 год, Пермь, пл. Дружбы).
- Памятник А. С. Пушкину (1989 год, Чайковский, ул. Мира).
- Скульптура «Разорванное братство» (1994 год, Пермь, ул. Сибирская, д. 80, сквер Советской Армии).
- Памятник труженикам тыла (1995 год, Пермь, у проходной «Мотовилихинских заводов»).
- Памятник Стефану Пермскому, миссионеру и просветителю (1997 год, фойе Пермской областной библиотеки имени А. М. Горького).
- Памятник В. Н. Татищеву, основателю Перми.